# HD 11727
HD 11727，又名BD+36 354，SAO 55102、HR 556，是一颗恒星，视星等为5.89，位于銀經136.91，銀緯-23.84，其B1900.0坐标为赤經1h 49m 59.3s，赤緯+36° -23.84′ 15″。